# Anomodon giraldii
Anomodon giraldii är en bladmossart som beskrevs av C. Müller 1896. Anomodon giraldii ingår i släktet baronmossor, och familjen Thuidiaceae. Inga underarter finns listade i Catalogue of Life.